# Pointe Baretti
Pour les articles homonymes, voir Baretti.
La pointe Baretti est un sommet culminant à 4 006 m d'altitude qui se situe dans le massif du Mont-Blanc, près du mont Brouillard sur l'arête du Brouillard qui monte au mont Blanc. Il est situé en Italie, en Vallée d'Aoste. Sa voie d'accès se fait par le refuge Elisabetta Soldini Montanaro (2 197 m).